# Arthur Bryks
Arthur Bryks (* 1894 in Falkow bei Radom, Königreich Polen; † 1970 in Genua) war ein chassidischer Maler, Bildhauer und Buchillustrator.

## Leben
Arthur Bryks wurde 1890 in Falkow, einem Dorf im polnischen Gebiet des russischen Reiches, aus einer wohlhabenden Familie der jüdischen Tradition geboren. Er studierte an der Akademie der bildenden Künste in Basel (1915) und arbeitete dann als Maler und Zeichner in Ateliers, an verschiedenen Orten Europas, in Zürich, Paris, Berlin, München und Weimar. Die Freundschaft mit Ferruccio Busoni eröffnete ihm Horizonte in der Welt der Kunst und Kultur in Zürich.
Im Jahr 1919 zog er nach Ascona, ein Ort, der neben den Städten Zürich und Bern während des Ersten Weltkriegs ein wichtiger Ort in der Schweiz für Emigranten, Intellektuelle und Künstlern geworden war. Hier nahm er Malunterricht bei Arthur Segal. Während dieser Zeit in Ascona freundete er sich mit vielen Künstlern und Intellektuellen an, darunter Ernst Frick, Alexej von Jawlensky, Marianne von Werefkin, César Domela und Marcel Janco. 1923 zog er nach Porza. In Verbindung stand er auch mit der Dada-Künstlerin Hannah Höch und dem Schriftsteller Richard Huelsenbeck. Er war ein Initiator und Mitglied der Künstlervereinigung Porza. Auf der Großen Berliner Kunstausstellung 1923 war Bryks mit einigen Werken vertreten.
In den 1930er Jahren betrieb Bryks gemeinsam mit seiner Frau Vena eine Textilwerkstätte in Amsterdam. Nach dem Ausbruch des Zweiten Weltkriegs floh Bryks mit seiner Familie in die Schweiz. 1942 richtete er für Flüchtlinge aus den nationalsozialistisch besetzten Ländern eine Weberei ein. In den 1950er Jahren übersiedelte er nach Israel und unterrichtete dort als Lehrer für Industrie-Design. 1964 kehrte er nach Europa zurück, zunächst in die Schweiz, dann nach Italien, wo er die letzten Jahre seines Lebens verbrachte.

## Werke
Amitié. Mappenwerk mit 6 Orig. Lithographien. Lugano 1928.